# The Holographic Principle
Albums de Epica
The Quantum Enigma
(2014) Omega
(2021)
The Holographic Principle est le septième album studio du groupe néerlandais de metal symphonique Epica. Il est sorti le 30 septembre 2016 chez Nuclear Blast.

## Concept de l'album
Selon Mark Jansen, « The Holographic Principle traite du futur proche, où la réalité virtuelle permet aux gens de créer leurs propres mondes, des mondes qui ne peuvent être distingués de la "réalité telle qu'on la connait". Cela soulève la question du fait que notre réalité actuelle pourrait être elle-même une réalité virtuelle — un hologramme. Les paroles nous mettent au défi de reconsidérer toutes les choses que l'on prend pour acquises, et d'être ouvert d'esprit au regard des révolutions récentes dans le domaine des sciences. Rien ne semble être ce qu'il est vraiment dans notre univers holographique. »

## Liste des titres
| 1.    | Eidola                                                          | 2:39  |
| 2.    | Edge of the Blade                                               | 4:34  |
| 3.    | A Phantasmic Parade                                             | 4:36  |
| 4.    | Universal Death Squad                                           | 6:38  |
| 5.    | Divide and Conquer                                              | 7:48  |
| 6.    | Beyond the Matrix                                               | 6:26  |
| 7.    | Once Upon a Nightmare                                           | 7:08  |
| 8.    | The Cosmic Algorithm                                            | 4:54  |
| 9.    | Ascension (Dream State Armageddon)                              | 5:16  |
| 10.   | Dancing in a Hurricane                                          | 5:26  |
| 11.   | Tear Down Your Walls                                            | 5:03  |
| 12.   | The Holographic Principle (A Profound Understanding of Reality) | 11:35 |
| 72:06 |                                                                 |       |

| Pistes bonus de l'édition limitée | Pistes bonus de l'édition limitée      | Pistes bonus de l'édition limitée | Pistes bonus de l'édition limitée | Pistes bonus de l'édition limitée | Pistes bonus de l'édition limitée | Pistes bonus de l'édition limitée | Pistes bonus de l'édition limitée | Pistes bonus de l'édition limitée | Pistes bonus de l'édition limitée |
| No                                | Titre                                  | Durée                             |                                   |                                   |                                   |                                   |                                   |                                   |                                   |
| --------------------------------- | -------------------------------------- | --------------------------------- | --------------------------------- | --------------------------------- | --------------------------------- | --------------------------------- | --------------------------------- | --------------------------------- | --------------------------------- |
| 13.                               | Beyond the Good, The Bad and the Ugly  | 4:30                              |                                   |                                   |                                   |                                   |                                   |                                   |                                   |
| 14.                               | Dancing in a Gypsy Camp                | 4:28                              |                                   |                                   |                                   |                                   |                                   |                                   |                                   |
| 15.                               | Immortal Melancholy (Acoustic Version) | 3:13                              |                                   |                                   |                                   |                                   |                                   |                                   |                                   |
| 16.                               | The Funky Algorithm                    | 3:30                              |                                   |                                   |                                   |                                   |                                   |                                   |                                   |
| 17.                               | Universal Love Squad                   | 3:45                              |                                   |                                   |                                   |                                   |                                   |                                   |                                   |
| 91:33                             |                                        |                                   |                                   |                                   |                                   |                                   |                                   |                                   |                                   |

## Crédits

### Composition du groupe
- Simone Simons : chant
- Mark Jansen : guitare, grunts et screams
- Isaac Delahaye : guitare
- Coen Janssen : claviers
- Rob van der Loo : basse
- Ariën van Weesenbeek : batterie, spoken word, screaming

### Production
D'après le site officiel :
- Production : Joost van den Broek
- Mixage : Jacob Hansen
- Artwork : Stefan Heilemann